# Alue Kumbang M
Alue Kumbang M is een bestuurslaag in het regentschap Aceh Timur van de provincie Atjeh, Indonesië. Alue Kumbang M telt 207 inwoners (volkstelling 2010).